# دانييل جاكسون
دانييل جاكسون (بالإنجليزية: Daniel Jackson) هو عالم حاسوب ومصور ومهندس أمريكي، ولد في 1963.